# Xintun (sockenhuvudort i Kina, Heilongjiang Sheng, lat 47,84, long 125,06)
Xintun (kinesiska: 新屯, 新屯乡) är en sockenhuvudort i Kina. Den ligger i provinsen Heilongjiang, i den nordöstra delen av landet, omkring 260 kilometer nordväst om provinshuvudstaden Harbin. Antalet invånare är 26 580. Befolkningen består av 13 212 kvinnor och 13 368 män. Barn under 15 år utgör 13,0 %, vuxna 15-64 år 79 %, och äldre över 65 år 7,0 %.
Runt Xintun är det ganska tätbefolkat, med 120 invånare per kvadratkilometer. Xintun är det största samhället i trakten. Trakten runt Xintun består till största delen av jordbruksmark.
Genomsnittlig årsnederbörd är 855 millimeter. Den regnigaste månaden är juli, med i genomsnitt 288 mm nederbörd, och den torraste är januari, med 8 mm nederbörd.